# Porr
Porr AG er en østrigsk byggekoncern med hovedkvarter i Wien. De bygger bl.a. veje, tunneller og bygninger samt de har forskellige services og vedligehold. Der er 20.232 ansatte, og de har en årsomsætning på 5,8 mia. euro.
Allgemeine österreichische Baugesellschaft blev etableret i 1869. Navnet Porr stammer fra byggetekniker Arthur Porr i forbindelse med en fusion med A. Porr Betonbauunternehmung Ges.m.b.H. i 1927.